# Neumarkt, Sydtyrolen
Neumarkt (tyskt uttal: [ˈnɔʏmarkt]
 ( lyssna), italienska: Egna [ˈeɲɲa]) är en ort och kommun i provinsen Sydtyrolen i regionen Trentino-Sydtyrolen i norra Italien. Den är belägen cirka 25 kilometer söder om Bolzano. Kommunen har 5 527 invånare (2024), på en yta av 23,57 km². Enligt 2024 års folkräkning talar 60,78 % av befolkningen tyska, 38,84 % italienska och 0,38 % ladinska som modersmål.

## Orter
Orter (località) i kommunen Neumarkt med fler än 20 invånare (inom parentes invånarantal 2021):

- Neumarkt/Egna (3 734)
- Laag/Laghetti (1 235)
- St. Florian/San Floriano (96)